# 快紀
快紀（Kwiki，可讀作quicky，為KwikiKwiki的簡稱）是一套由布萊恩·英格森（Brian Ingerson）用Perl語言所開發的Wiki引擎，主要訴求是「快速」，強調易於安裝、維護和擴充。（詳見Kwiki官網：https://web.archive.org/web/20100408054020/http://www.kwiki.org/ ）
在華文世界中經常有許多使用者將「快紀」一詞視同Wiki的中文譯名，也陸續有許多Wiki網站，即使不是採用Kwiki架設，也會用「快紀」命名。例如：醫學快紀採用的Wiki引擎是Mediawiki而非Kwiki，但仍以「快紀」為名。
目前，「快紀」和維基、維客、圍紀等，都是經常被一般社會大眾使用的Wiki中文譯名。